# توماس دبليو. رايلي
توماس دبليو. رايلي (بالإنجليزية: Thomas W. Riley)‏ هو سياسي أمريكي، ولد في 1804، وتوفي في 1872.